# Pippin (Vermandois)
Pippin († nach 850) war ein Sohn des Königs Bernhard von Italien († 818)  aus dem fränkischen Herrschergeschlecht der Karolinger und der Kunigunde, die den Supponiden angehörte.
Pippin wird 834 als Anhänger seines Großonkels, Kaiser Ludwig des Frommen, im Kampf gegen dessen ältesten Sohn Lothar I. genannt, obwohl der Kaiser einst die Blendung seines Vaters angeordnet hatte, die zu dessen Tod führte. Ein zweites Mal wird Pippin für das Jahr 840 genannt, als er im karolingischen Bruderkampf aus der Anhängerschaft König Karls des Kahlen auf die Seite Kaiser Lothars I. überging. Danach ist nichts mehr über ihn überliefert.
Aus einer Ehe mit einer unbekannten Frau hatte Pippin drei Söhne:
- Bernhard
- Pippin († nach 893)
- Heribert I. († nach 900), Graf von Vermandois